# Кривошиїнська волость
Кривошиїнська волость — історична адміністративно-територіальна одиниця Сквирського повіту Київської губернії з центром у селі Кривошиїнці.
Станом на 1886 рік складалася з 4 поселень, 4 сільських громад. Населення — 3634 особи (1755 чоловічої статі та 1879 — жіночої), 354 дворових господарства.
Наприкінці 1880-х років волость була ліквідована, поселення відійшли до Верхівнянської (Кривошиїнці, Вербівка), Паволоцької (Миньківці), Чубинецької (Цапіївка) волостей.
|                     | Площа, десятин | У тому числі орної, дес. |
| ------------------- | -------------- | ------------------------ |
| Сільських громад    | 3797           | 3260                     |
| Приватної власності | 4103           | 2588                     |
| Іншої власності     | 221            | 163                      |
| Загалом             | 8121           | 6011                     |

Поселення волості:
- Кривошиїнці — колишнє власницьке село при річці Сквирка за 10 верст від повітового міста, 1412 особи, 158 дворів, православна церква, школа, постоялий двір, 2 постоялих будинки, водяний і вітряний млини.
- Вербівка — колишнє власницьке село при річці Слянка, 797 осіб, 82 двори, православна церква, школа, водяний млин.
- Миньківці — колишнє власницьке село при безіменній річці, 513 осіб, 65 дворів, православна церква, постоялий будинок.
- Цапівка — колишнє власницьке село при річці Сквирка, 554 особи, 49 дворів.